# Arrufó
Arrufó är en ort i Argentina.   Den ligger i provinsen Santa Fe, i den centrala delen av landet, 600 kilometer nordväst om huvudstaden Buenos Aires. Arrufó ligger 94 meter över havet och antalet invånare är 2 190.
Terrängen runt Arrufó är mycket platt. Runt Arrufó är det mycket glesbefolkat, med 4 invånare per kvadratkilometer.. Närmaste större samhälle är Villa Trinidad, 14,3 kilometer väster om Arrufó.
Trakten runt Arrufó består i huvudsak av gräsmarker.